# Тишкі-Цьонґачкі
Тишкі-Цьонґачкі (пол. Tyszki-Ciągaczki) — село в Польщі, у гміні Червін Остроленцького повіту Мазовецького воєводства.
Населення — 46 осіб (2011).
У 1975-1998 роках село належало до Остроленцького воєводства.

## Демографія
Демографічна структура станом на 31 березня 2011 року:
|          | Загалом | Допрацездатний вік | Працездатний вік | Постпрацездатний вік |
| -------- | ------- | ------------------ | ---------------- | -------------------- |
| Чоловіки | 22      | 6                  | 13               | 3                    |
| Жінки    | 24      | 6                  | 10               | 8                    |
| Разом    | 46      | 12                 | 23               | 11                   |